# 무기의 마음
무기의 마음(無記의 마음, 팔리어: abyākata cittas 아뱌-까따 찟따, avyākata cittas 아워야-까따 찟따, 영어: karmically indeterminate consciousnesses)은 특히 상좌부의 교학과 아비담마 그리고 수행에서 사용하는 용어로, 욕계 · 색계 · 무색계 · 출세간의 총 89가지 마음  또는 총 121가지 마음 중 그 자체로서는 선하지도 불선하지도 않은 즉 유익하지도 해롭지도 않은, 과보의 마음(36가지 또는 52가지)과 작용만 하는 마음(20가지)을 합한 다음의 총 56가지 또는 총 72가지 마음을 말한다. 이 목록에 나오는 "해로운"과 "유익한"이라는 낱말은 과보의 마음의 해로움(불선)과 유익함(선)을 뜻하는 것이 아니라 그 과보의 마음을 낳은 원인인 업의 해로움과 유익함을 뜻한다. 예를 들어, "해로운 과보의 마음"은 과거의 해로운 업에 의해 일어난 과보로서의 마음을 뜻한다.
- 욕계 마음의 원인 없는 마음에 속한 해로운 과보의 마음 7가지 一 누적 7가지
- 욕계 마음의 원인 없는 마음에 속한 원인 없는 유익한 과보의 마음 8가지 一 누적 15가지
- 욕계 마음의 원인 없는 마음에 속한 원인 없는 작용만 하는 마음 3가지 一 누적 18가지
- 욕계 마음의 욕계 아름다운 마음에 속한 욕계 과보의 마음 8가지 一 누적 26가지
- 욕계 마음의 욕계 아름다운 마음에 속한 욕계 작용만 하는 마음 8가지 一 누적 34가지
- 색계 마음의 색계 과보의 마음 5가지 一 누적 39가지
- 색계 마음의 색계 작용만 하는 마음 5가지 一 누적 44가지
- 무색계 마음의 무색계 과보의 마음 4가지 一 누적 48가지
- 무색계 마음의 무색계 작용만 하는 마음 4가지 一 누적 52가지
- 출세간의 마음의 출세간의 과보의 마음 4가지 또는 20가지 一 누적 56가지 또는 72가지

## 표
| 마음의 이름   | 마음의 이름        | 마음의 이름                | 해로운 마음 | 유익한 마음 | 무기의 마음 | 무기의 마음      | 합계     | 총계     |
| 마음의 이름   | 마음의 이름        | 마음의 이름                | 해로운 마음 | 유익한 마음 | 과보의 마음 | 작용만 하는 마음 | 합계     | 총계     |
| 욕계 마음     | 해로운 마음        | 탐욕에 뿌리박은 마음       | 8           |             |             |                  | 8        | 54       |
| 욕계 마음     | 해로운 마음        | 성냄에 뿌리박은 마음       | 2           |             |             |                  | 2        | 54       |
| 욕계 마음     | 해로운 마음        | 어리석음에 뿌리박은 마음   | 2           |             |             |                  | 2        | 54       |
| 욕계 마음     | 원인 없는 마음     | 원인 없는 해로운 마음      |             |             | 7           |                  | 7        | 54       |
| 욕계 마음     | 원인 없는 마음     | 원인 없는 유익한 마음      |             |             | 8           |                  | 8        | 54       |
| 욕계 마음     | 원인 없는 마음     | 원인 없는 작용만 하는 마음 |             |             |             | 3                | 3        | 54       |
| 욕계 마음     | 욕계 아름다운 마음 | 욕계 유익한 마음           |             | 8           |             |                  | 8        | 54       |
| 욕계 마음     | 욕계 아름다운 마음 | 욕계 과보의 마음           |             |             | 8           |                  | 8        | 54       |
| 욕계 마음     | 욕계 아름다운 마음 | 욕계 작용만 하는 마음      |             |             |             | 8                | 8        | 54       |
| 색계 마음     | 색계 마음          | 색계 유익한 마음           |             | 5           |             |                  | 5        | 15       |
| 색계 마음     | 색계 마음          | 색계 과보의 마음           |             |             | 5           |                  | 5        | 15       |
| 색계 마음     | 색계 마음          | 색계 작용만 하는 마음      |             |             |             | 5                | 5        | 15       |
| 무색계 마음   | 무색계 마음        | 무색계 유익한 마음         |             | 4           |             |                  | 4        | 12       |
| 무색계 마음   | 무색계 마음        | 무색계 과보의 마음         |             |             | 4           |                  | 4        | 12       |
| 무색계 마음   | 무색계 마음        | 무색계 작용만 하는 마음    |             |             |             | 4                | 4        | 12       |
| 출세간의 마음 | 출세간의 마음      | 출세간의 유익한 마음       |             | 4 (20)      |             |                  | 4 (20)   | 8 (40)   |
| 출세간의 마음 | 출세간의 마음      | 출세간의 과보의 마음       |             |             | 4 (20)      |                  | 4 (20)   | 8 (40)   |
| 합계          | 합계               |                            | 12          | 21 (37)     | 36 (52)     | 20               |          | 89 (121) |
| 총계          | 총계               |                            | 12          | 21 (37)     | 56 (72)     | 56 (72)          | 89 (121) | 89 (121) |

## 같이 보기
- 해로운 마음
- 유익한 마음
- 과보의 마음
- 작용만 하는 마음
- 고귀한 마음
- 선정의 마음
- 세간의 마음
- 아름다운 마음
- 아름답지 않은 마음
- 욕계 아름다운 마음
- 원인 없는 마음
- 출세간의 마음